# Бергер, Петра
Петра Бергер (нидерл. Petra Berger; род. 23 октября 1965, Амстелвен) — нидерландская певица (сопрано), исполнительница собственных песен и участница популярных в Нидерландах мюзиклов.

## Жизненный путь
Петра Бергер выросла в музыкальной семье, но после получения диплома HAVO (основное среднее образование в Нидерландах) работала в компьютерной фирме. Эта работа давала ей больше уверенности, чем карьера певицы. На ежегодной вечеринке в компании она с парой коллег ради веселья организовала музыкальный ансамбль. В этот вечер Петра осознала, что петь — это как раз то, что она страстно желала.

### Chess
Вместе со своей сестрой Лидой (Lida) она принимает участие в телевизионной программе Henny Huisman Soundmixshow. С номером I Know Him So Well дошла она в 1987 году до финала. После этого шоу сестры получили контракт на запись и под именем Chess они завоевали очень быстро скромный хит с номером Never Change A Winning Team, аккомпанировал её будущий супруг Jeroen Englebert. Вскоре после этого последовал их прорыв с номером I Dreamed A Dream из мюзикла Les Misérables. Растущий успех Chess имел негативное воздействие на её сестру Lida. Она любила петь, но ей не нравилось все то внимание, которым это сопровождалось. Lida была заменена в дуэте на Denise van der Hek. Большой успех дуэта привел к записи целого альбома с номерами из мюзиклов и фильмов: The Oscar Album (1992). Этот альбом содержит среди прочего дуэт с René Froger. Петра хотела, однако, сосредоточиться на направлении мюзиклов, и они с Denise решили оставить Chess.

### Мюзиклы
В период после Chess она взялась серьëзно за своё совершенствование. Петра берет уроки пения одновременно у различных педагогов, а также уроки танцев, уроки актерского мастерства и уроки игры на фортепиано. Её первый конкурс был на роль в мюзикле Les Misérables, но, к своему сожалению, она не прошла последний круг. Её второй конкурс в мюзикле Cyrano de Bergerac и эту роль она получает. Но обстоятельства складываются так, что она должна оставить эту роль. Затем следует проба на роль в мюзикле The Phantom of the Opera. Позже в этом году (1993) она была приглашена Joop van den Ende сделать пробу на роль Johanna в мюзикле Sweeney Todd. Это была её первая настоящая роль в мюзикле. Позже исполняет она роль Belle в Belle en het Beest (Красавица и Чудовище) в Германии и Maria в The Sound of Music (1995) в Бельгии.
В последующие за этим годы у Петры Бергер и её мужа Jeroen Englebert родились двое детей: Boris и Babette. Несколько лет посвятила она материнству, но музыка продолжает занимать её мысли. Она продолжает интенсивно работать над голосом. В 1999 году поет она в течение всего года в шоу dinnershow.

### Eternal Woman
В 2000 году делает она вместе с мужем Jeroen Englebert и продюсером Пимом Купмэном некоторые пробные записи, среди которых O Mio Babbino Caro Пуччини. Компания звукозаписи Universal Music сразу заинтересовалась её голосом и музыкальным стилем и дает добро на свободу действий ей и её мужу в создании альбома. Эта совместная работа приводит с созданию её первого соло-альбома: Eternal Woman (2001). В этом cross-over альбоме (музыкальный стиль — комбинация классической и поп-музыки) воспевает она одиннадцать легендарных женщин из мировой истории. Eternal Woman становится популярным не только в Нидерландах, но также пользуется успехом в других странах, в частности в таких странах как Тайвань, Израиль, Турция. Во время серии концертов Night of the Proms в 2002 завоевала Петра Бергер широкую
известность.

### Mistress
Её второй альбом Mistress (2003) также завоëвывает большой успех. На этот раз целиком весь альбом стоит под знаком эмоций возлюбленных и обманутых жен. Опять воспеваются женщины из мировой истории. В Mistress звучит и много новых композиций и переработка известных классических работ. В 2004 в альбом был добавлен дуэт Every Time (с американским певцом Joshua Payne) в Итальянской версии (Cerco Te). После двух успешных CD пришло время собственного театрального турне. С заполненными вечерними концертами Eternal Women & Mistresses завоëвывает она Нидерландские театры. Петра сама была ответственна за программу концертов и формирование серии концертов. Режиссура и сценарий были в руках Bas Groenenberg. Jeroen Englebert и Pim Koopman обеспечивали музыкальную часть.

### Live in Concert (DVD)
В 2004 запись её выступлений Eternal Women & Mistresses расширена. Этот новый диск (DVD) содержит наряду с живой записью с концертов также взгляд из-за кулис, различные видеоклипы и два отдельных альбома Eternal Woman и Mistress. За DVD Live in Concert следует её второе театральное турне: Petra Berger Live. Эта серия концертов также была чрезвычайно хорошо встречена публикой. В начале 2006 года начинает она работать совместно с Нидерландским пианистом-виртуозом Яном Вэйном. Со специальным концертом Van Bach tot ABBA (От Баха до АББА) представляют они своей публике широкую программу из мировой классической, поп-музыки и мюзикла.

### Here and Now (Здесь и сейчас)
Спустя три года после появления Mistress пришло время третьего альбома. На этот раз ищет Петра самое близкое себе. Альбом Here and Now (2006) был выпущен нидерландским музыкальным продюсером Тьерд Остерхейс и композитором и аранжировщиком Джурре Хаанстра и целиком обращен к её собственным чувствам. Это происходит не в далеком прошлом, а «здесь и сейчас». Этот альбом заново выпущен в 2007 году с добавлением записи дуэта Life Goes On с итальянским тенором Алессандро Сафина. В театральном турне Here and Now, который последовал в конце 2006, исполняет она как некоторые номера из её первого альбома, так и из нового проекта Here and Now. Кроме того, представляется публике и ряд её личных любимых произведений. В октябре 2006 Петру попросили спеть два номера в дуэте с итальянской звездой Андреа Бочелли во время его концерта в Гётеборге (Швеция). Публика с восторгом приняла их трактовку Somos Novios (в записи на CD c Кристиной Агилера) и The Prayer (в оригинале с Селин Дион). Вскоре следует новый проект с Ян Вэйном. Их второй совместный тур Dichtbij! начинается с октября 2007.

### Crystal
В 2008 и 2009 годах гастролирует Петра Бергер со своей собственной программой Dichtbij! вместе с пианистом Яном Вэйном в
различных театрах Нидерландов. Её многогранность как певицы проявляется ещё шире: от классики до поп-музыки, от шансона до исполнения на нидерландском языке. В октябре 2008 выходит их совместный с Яном Вэйном альбом Crystal. Для чистоты и динамичности звучания все произведения в альбоме записываются в студии.

### Kathedraalconcert (Кафедральный концерт)
В 2009 и 2010 годах проходит серия концертов Kathedraalconcert во всех крупнейших церквях и соборах Нидерландов, в которых Петра Бергер выступает вместе с Яном Вэйном и Мартином Мансом — органистом и дирижёром. Некоторые номера она исполняет в сопровождении мужского хора. Записывается новый CD Kathedraalconcert met allure! с её участием.

## Дискография

### Альбомы
- 2001 — Eternal Woman
- 2003 — Mistress
- 2006 — Here and Now
- 2008 — Crystal
- 2011 - Touched by Streisand

### DVD
- 2004 — Live in Concert

## Фильмография
- 1987: Soundmixshow (телешоу)
- 1996: Vrouwe Goeds в фильме Hugo (для аттракциона Villa Volta в Нидерландском парке аттракционов Эфтелинг (Efteling))
- 2003: Tropisch Curaçao (TROS-телерадиовещание в Нидерландах)
- 2004: Muziekfeest in de sneeuw 2004 (Музыкальный праздник на снегу) (TROS)
- 2004: Jubileumfeest (Юбилейный праздник на стадионе ArenA в Амстердаме) (TROS)
- 2004: Телепостановка Mistress
- 2006: Katja vs De Rest (Patty) (BNN)
- 2006: Muziekfeest voor dieren (Музыкальный праздник для зверей) (TROS)
- 2006: Stop Aids Now «Стоп спид сейчас» (с Jan Vayne)
- 2007: Muziekfeest op het ijs (Музыкальное представление на льду) (TROS)
- 2007: Kids Rights Gala (соло и с Alessandro Safina)
- 2007: Leader телепрограмма Korenslag Henny Huisman

## Турне
- 2003: Eternal Women & Mistresses
- 2004: Petra Berger Live
- 2006: Van Bach tot ABBA с Jan Vayne
- 2006: Here and Now
- 2007—2009: Dichtbij! с Jan Vayne
- 2009—2010: Kathedraalconcert
- 2011—: Touched by Streisand